# Matija Ljubek
Matija Ljubek (Belišće, Yugoslavia, 22 de noviembre de 1953-Valpovo, Croacia, 11 de octubre de 2000) fue un deportista yugoslavo que compitió en piragüismo en la modalidad de aguas tranquilas. 
Participó en cuatro Juegos Olímpicos de Verano entre los años 1976 y 1988, obteniendo un total de cuatro medallas: dos de oro, una de plata y una de bronce. Ganó diez medallas en el Campeonato Mundial de Piragüismo entre los años 1975 y 1985.

## Palmarés internacional
| Juegos Olímpicos   | Juegos Olímpicos             | Juegos Olímpicos  | Juegos Olímpicos |
| Año                | Lugar                        | Medalla           | Evento           |
| ------------------ | ---------------------------- | ----------------- | ---------------- |
| 1976               | Montreal (Canadá)            | Medalla de bronce | C1 500 m         |
| 1976               | Montreal (Canadá)            | Medalla de oro    | C1 1000 m        |
| 1984               | Los Ángeles (Estados Unidos) | Medalla de oro    | C2 500 m         |
| 1984               | Los Ángeles (Estados Unidos) | Medalla de plata  | C2 1000 m        |
| Campeonato Mundial |                              |                   |                  |
| Año                | Lugar                        | Medalla           | Evento           |
| 1975               | Belgrado (Yugoslavia)        | Medalla de bronce | C1 10 000 m      |
| 1978               | Belgrado (Yugoslavia)        | Medalla de oro    | C1 1000 m        |
| 1978               | Belgrado (Yugoslavia)        | Medalla de bronce | C1 10 000 m      |
| 1981               | Nottingham (Reino Unido)     | Medalla de plata  | C1 10 000 m      |
| 1982               | Belgrado (Yugoslavia)        | Medalla de oro    | C2 500 m         |
| 1982               | Belgrado (Yugoslavia)        | Medalla de plata  | C2 1000 m        |
| 1983               | Tampere (Finlandia)          | Medalla de oro    | C2 500 m         |
| 1983               | Tampere (Finlandia)          | Medalla de bronce | C2 1000 m        |
| 1985               | Malinas (Bélgica)            | Medalla de plata  | C2 1000 m        |
| 1985               | Malinas (Bélgica)            | Medalla de oro    | C2 10 000 m      |